# Горго ал Монтикано
Го̀рго ал Монтика̀но (на италиански: Gorgo al Monticano; на венециански: Gorgo, Горго) е малко градче и община в Северна Италия, провинция Тревизо, регион Венето. Разположено е на 10 m надморска височина. Населението на общината е 4203 души (към 2010 г.).